# Carybdea marsupialis

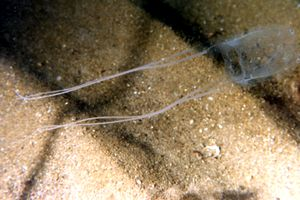

Carybdea marsupialis é uma espécie de água-viva cúbica (Cubozoa) da família Carybdeidae.